# سياسة عمان

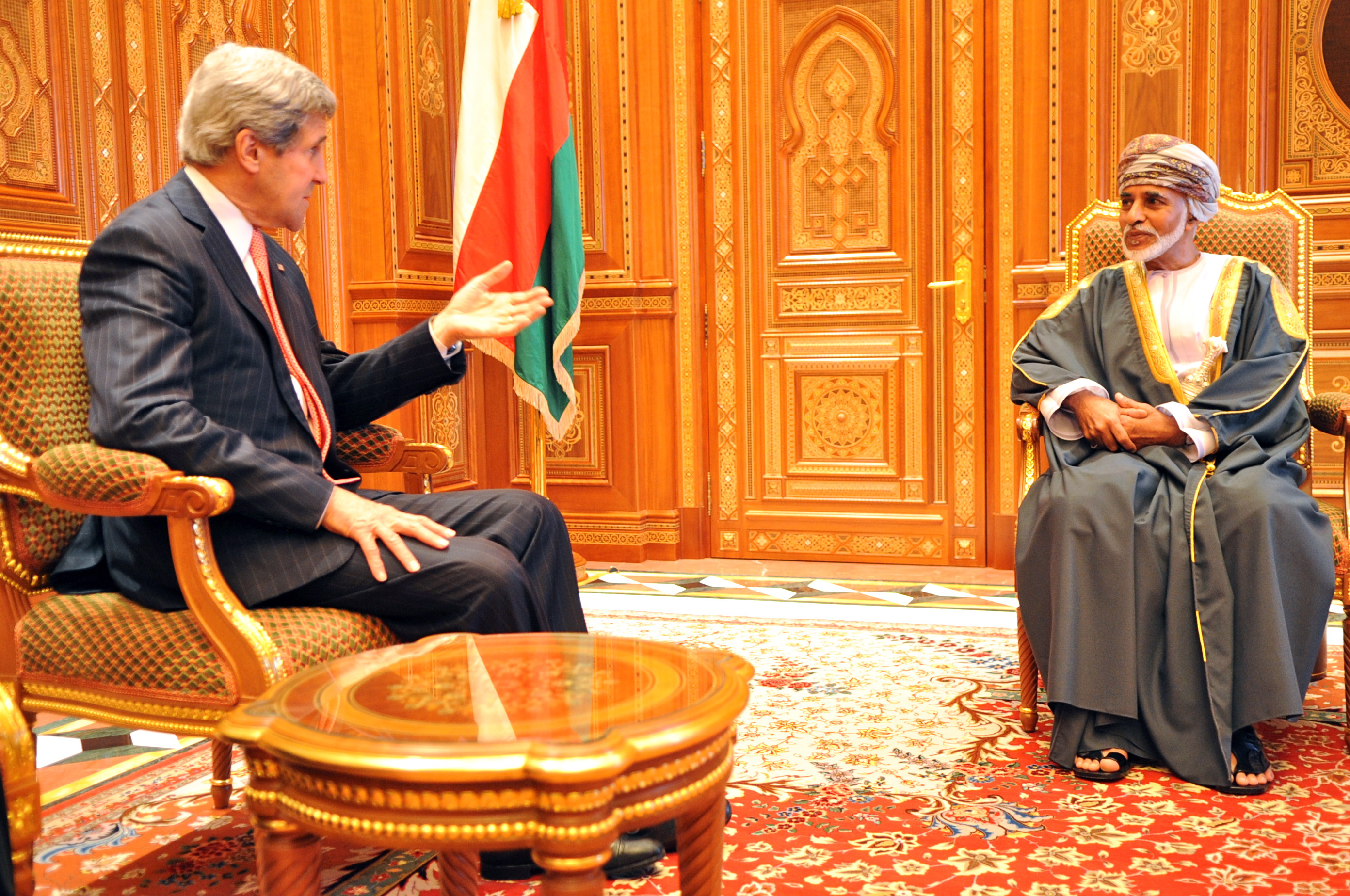

تتميز السياسة الخارجية في سلطنة عمان بالحيادية على المستوى الدولي، مما وفر لها المناخ الملائم للبناء والتطوير على المستوى الداخلي وقد نجحت بذلك بالفعل، فقد ابتعدت السلطنة بقيادة السلطان قابوس بن سعيد عن المهاترات السياسية والصراعات والتكتلات التي قد تؤثر سلباً على عملية التطوير، كما تحتفظ بعلاقات صداقة مع كثير من دول العالم.

## المشهد الخليجي
وعلى الجانب الخليجي تحتفظ سلطنة عمان بعلاقات الإخاء والندية مع دول الخليج العربي وتجمعهم بها وحدة الموقف في غالب الأحيان. ويجمعها معهم مجلس التعاون الخليجي الذي هو بصدد التمهيد لطرح العملة الخليجية الموحدة (الريال الخليجي) بحلول عام 2010 وما يستتبع ذلك من إصلاحات اقتصادية بمناقشة قضايا مثل قضية العمالة الوافدة والبنك المركزي الخليجي على سبيل المثال.

## السياسة الاقتصادية
1) التعمين
تتبع سلطنة عمان سياسة توطين الوظائف أو بالمصطلح المحلي تعمين الوظائف، والذي يشبه السعودة في المملكة العربية السعودية، والذي حث عليها السلطان السلطان قابوس بن سعيد لتوفير الوظائف للباحثين عن العمل والذين يتزايدون بشكل مستمر.وهي تتبع في ذلك العديد من السبل ومنها:
- قصر عدد من الوظائف على المواطنين العمانيين (ومنها الشرطة والجيش وقيادة سيارات الأجرة، التاكسي والنقل الخفيف وتعليم قيادة السيارات - ومحلات بيع المنتجات الغذائية، البقالة - والاستقبال في الشركات والمؤسسات - وظائف المراسلة وانهاء المعاملات الرسمية- والجيش والشرطة (وتفصيل الملابس في بعض الولايات بعد تخريج دفعة درست في بعثات خارجية لتعلم مهنة تفصيل الملابس منها الأردن)
- فرضت وزارة القوى العاملة العمانية نسبة لتوظيف المواطنين العمانيين بشركات القطاع الخاص مقابل الموظفين الوافدين (وصلت في أواخر عام 2006 إلى حوالي 45% ومن المقرر أن تصل إلى حوالي 60-70% - إلا أن هذه النسبة ليست ثابتة وتتغير من وقت لآخر حسب الاحتياجات) وعند استقدام موظف وافد جديد يتعين على الشركات تقديم ما يثبت صحة نسبة التعمين لديها حتى يتم السماح باستقدام موظف جديد من خارج البلاد واصدار المأذونية. وتمنح تقديراً مميزاً للشركات التي تلتزم بنسبة التعمين. الجدير بالذكر أن البنوك من أعلى المؤسسسات التزاماً بنسب التعمين المقررة ومنها بنك مسقط والبنك الوطني العماني الذي يعلن أنه حقق التعمين بنسبة 92%.
- ابتعاث المواطنين للدراسة بالخارج بالعديد من الدول لسد الثغرات في العديد من القطاعات ومن هذه الدول : أمريكا وأنجلترا وأستراليا ومن الدول العربية مصر (حيث يدرسون في الجامعات الحكومية والعديد يدرسون في الجامعات الخاصة مثل جامعة بيروت).
- الحد من الموظفين الوافدين في الوزارات والقطاعات الحكومية وقصرها على العمانيين الا عند الضرورة وهي نقص التخصص في الكادر الوطني، ولذلك فقد استقدمت الدولة خبراء في الموارد البشرية لفحص سجلات العاملين وبحث الأعداد التي يمكن الاستغناء عنها من دون أن يحدث خلل.

نتائج التعمين :
- أصبحت الشركات تتنافس في تعيين المواطنين العمانيين حتى يتسنى لها استقدام موظفين وتحقيق نسب التعمين المطلوبة. ومن ذلك كثرة اعلانات التوظيف التي تشترط مواطنين عمانيين كشرط أساسي لللمنافسة على الوظيفة.

أنظر المقال الأصلي : تعمين
2) التنشيط السياحي
على الرغم من أن مناخ السلطنة حار بشكل عام معظم شهور العام شأنه شأن بقية دول الخليج، إلا أن السلطات المعنية تقوم بجهود في سبيل تسويق السلطنة سياحياً ووضعها على الخريطة السياحية الإقليمية والعالمية، خاصة بعد الصعوبات التي أصبح يواجهها أبناء الدول العربية بشكل عام في السياحة في دول أوروبا وأمريكا من جراء أحداث 11 سبتمبر، وفي هذا الإطار نظمت مهرجانين:
- مهرجان صلالة
- مهرجان مسقط

3) الاستثمار العقاري
تتبنى الحكومة اتجاه الاستثمار العقاري أسوة بالمثال الأكبر في المنطقة ألا وهو نموذج دبي ،وهناك أكثر من مشروع أبرزها المدينة الزرقاء ومنتجع بر الجصة السياحي (عدة فنادق 5 نجوم وعقارات ومنتجعات على البحر في شاطئ بر الجصة) وأخيراً وليس آخراً مشروع الموج، مشروع الواجهة البحرية لمسقط وهو مشروع استثماري لبناء مدينة سكنية سياحية على شاطئ البحر بها ملاعب للغولف ومرفأ لليخوت وغيرها.
الجدير بالذكر أن مشروع الموج هو أول مشروع يشهد فتح باب التملك لغير العمانيين في سابقة جديدة من نوعها، دليل على السياسة الاستثمارية الجديدة
4) سوق مسقط للأوراق المالية
تم تطوير سوق مسقط للأوراق المالية ليكون التداول من 1000 نقطة بدلاً من 100 وفي الغالب أسهم الاتصالات هي الحصان الرابح في ذلك السباق وإن كانت مسألة الاستثمار في الأسهم في مهدها.

## المواقف السياسية العالمية
المواقف السياسية التي تتخذها السلطنة هي المواقف السياسية المعلنة للدول العربية بشكل عام ومنها الموقف من القضية الفلسطينية والمسألة العراقية. وعلى الصعيد الدولي تحتفظ سلطنة عمان بعلاقات صداقة ودية مع جميع دول العالم بما فيها الدول العربية والإسلامية والآسيوية والغربية على حد سواء مما أهلها لتكون شخصية محبوبة على المستوى العالمي مما انعكس بدوره على ترحيب الدول بالمواطنين العمانيين على اراضيها وفي المحافل الدولية.